# U30 Contract TAKASHI UTSUNOMIYA ANTHOLOGY 1992-2023
『U30 Contract TAKASHI UTSUNOMIYA ANTHOLOGY 1992-2023』（ユー・サーティー・コントラクト・タカシ・ウツノミヤ・アンソロジー 1992-2023）は、2023年11月15日にソニー・ミュージックダイレクトから発売された宇都宮隆の5作目のベスト・アルバム。

## 概要
宇都宮隆のアルバムとしては『mile stone』以来5年9か月ぶり、ベストアルバムとしては『T.UTU with BAND all Songs Collection』以来7年2ヶ月ぶりとなる作品。ソロデビュー30周年記念企画の一環として発売された。
宇都宮隆ソロ活動の主軸である「楽曲制作」をキーワードとして、T.UTU、BOYO-BOZO、U WAVE、UTSU BAR、U Mixとセルフプロデュースする5つのユニットやプロジェクトから新録音、リミックス、リマスターで宇都宮隆の表現をまとめたアンソロジー盤的プロダクツとなっている。
本作の収録曲のうち、「JINGI・愛してもらいます」は中山美穂のカバー、野村義男の「優しい奇跡」とソロデビューシングル「Trouble In Heaven」はセルフカバー、2022年に行ったコンサートツアー『Takashi Utsunomiya Tour 2022 U Mix#2』にて初披露となった「終わらない少年」、「Promise In Your Hand」は本作の為に新たに録音されている。
本作は当初、2023年11月1日に発売予定だったが、制作上の都合により11月15日に延期となった。
初回限定盤は透明フィルムジャケット仕様、Blu-spec CD2規格となっている。

## 収録曲
| #         | タイトル                                 | 作詞       | 作曲       | 編曲                | アーティスト | 時間  |
| --------- | ---------------------------------------- | ---------- | ---------- | ------------------- | ------------ | ----- |
| 1.        | 「Dance Dance Dance」                    | 三浦徳子   | 根本一文   | 西平彰              | T.UTU        | 4:40  |
| 2.        | 「君が見えなくなった日」                 | 川村真澄   | 宇都宮隆   | 清水信之            | T.UTU        | 5:19  |
| 3.        | 「Innocent Blue」                        | 川村真澄   | 澄川徹     | 西平彰              | T.UTU        | 5:13  |
| 4.        | 「JUMP 〜Jumpin' Kids Symphony〜」       | 森雪之丞   | BOYO-BOZO  | BOYO-BOZO 西平彰    | BOYO-BOZO    | 3:39  |
| 5.        | 「DARKSIDE OF LOVE」                     | 森雪之丞   | BOYO-BOZO  | BOYO-BOZO 西平彰    | BOYO-BOZO    | 4:41  |
| 6.        | 「DREAMS MUST GO ON」                    | 森雪之丞   | BOYO-BOZO  | BOYO-BOZO 西平彰    | BOYO-BOZO    | 5:01  |
| 7.        | 「Daydream Tripper -Angel Heart Mix-」   | 森雪之丞   | 石井妥師   | 土橋安騎夫 石井妥師 | U WAVE       | 6:36  |
| 8.        | 「always」                               | 田中花乃   | 野村義男   | 土橋安騎夫          | U WAVE       | 4:27  |
| 9.        | 「Still the one」                        | 田中花乃   | 土橋安騎夫 | 土橋安騎夫          | U WAVE       | 4:28  |
| 10.       | 「優しい奇跡」                           | 岡田愛美   | 野村義男   | 野村義男            | UTSU BAR     | 3:20  |
| 11.       | 「Trouble In Heaven」                    | 小室みつ子 | 石井恭史   | nishi-ken           | U Mix        | 5:09  |
| 12.       | 「Promise In Your Hand」                 | 小室みつ子 | nishi-ken  | nishi-ken           | U Mix        | 4:32  |
| 13.       | 「終わらない少年」                       | 牧野エミ   | nishi-ken  | nishi-ken           | U Mix        | 3:43  |
| 14.       | 「JINGI・愛してもらいます」(Bonus Track) | 松本隆     | 小室哲哉   | nishi-ken           | UTSU BAR     | 4:59  |
| 合計時間: | 合計時間:                                | 合計時間:  | 合計時間:  | 合計時間:           | 合計時間:    | 65:47 |

## 楽曲解説
1. Dance Dance Dance (T.UTU)
2ndシングル。
2. 君が見えなくなった日 (T.UTU)
1stアルバム『BUTTERFLY』収録曲。
3. Innocent Blue (T.UTU)
1stアルバム『BUTTERFLY』収録曲。
4. JUMP 〜Jumpin' Kids Symphony〜 (BOYO-BOZO)
BOYO-BOZOの1stシングル。
5. DARKSIDE OF LOVE (BOYO-BOZO)
BOYO-BOZOのアルバム『ACROBAT』収録曲。
6. DREAMS MUST GO ON (BOYO-BOZO)
BOYO-BOZOのアルバム『ACROBAT』収録曲。
7. Daydream Tripper -Angel Heart Mix- (U WAVE)
U WAVEの1stシングル。
8. always (U WAVE)
U WAVEの2ndアルバム『U WAVE 2 FRE-QUEN-CY』収録曲。
9. Still the one (U WAVE)
U WAVEの4thシングル「AI」のカップリング曲及び、3rdアルバム『U_WAVE 3』収録曲。
10. 優しい奇跡 (UTSU BAR)
野村義男のアルバム『440 Hz with〈LIFE OF JOY〉』収録曲のセルフカバー。
11. Trouble In Heaven (U Mix)
1stシングルのセルフカバー。
12. Promise In Your Hand (U Mix)
未発表曲。2022年に行ったコンサートツアー『Takashi Utsunomiya Tour 2022 U Mix#2』のZepp DiverCity Tokyo公演にて初めて披露された。
本作のために再録音が施されている。
13. 終わらない少年 (U Mix)
未発表曲。上記のコンサートツアーにて初めて披露された。
本作のために再録音が施されている。
14. JINGI・愛してもらいます (UTSU BAR)
ボーナス・トラック。中山美穂の6thシングルのカバー。